# 前田英樹
前田 英樹（まえだ ひでき、1951年〈昭和26年〉9月4日- ）は、日本の仏文学者、文芸・映画評論家。立教大学名誉教授。

## 経歴
大阪生まれで奈良で育つ。1974年中央大学文学部仏文科卒、1980年同大学院文学研究科博士課程満期退学。1985年広島大学総合科学部専任講師、1987年助教授、1991年立教大学文学部フランス文学科助教授、1994年教授、2006年より立教大学現代心理学部映像身体学科教授。2017年定年で名誉教授。
はじめはフランス思想、言語論を専攻し、ソシュール研究者だった。2000年代前後から東西の映画・文学・美術・思想を、言語、身体、記憶、時間をテーマに論じている。
文芸評論、美術論考の著作に『日本人の信仰心』、『絵画の二十世紀』が、映画関連では『小津安二郎の喜び』を刊行。剣術・武術に長け、著書に『剣の法』がある。

## 著書
- 『小津安二郎の家 持続と浸透』書肆山田 1993
- 『映画=イマージュの秘蹟』青土社 1996
- 『小林秀雄』河出書房新社 1998
  - 『定本 小林秀雄』河出書房新社 2015。増補版
- 『在るものの魅惑』現代思潮社「エートル叢書」 2000
- 『セザンヌ画家のメチエ』青土社 2000
- 『倫理という力』講談社現代新書 2001
- 『宮本武蔵『五輪書』の哲学』岩波書店 2003
  - 『宮本武蔵 剣と思想』ちくま文庫 2009
- 『絵画の二十世紀 マチスからジャコメッティまで』日本放送出版協会〈NHKブックス〉 2004
- 『言葉と在るものの声』青土社 2007
- 『独学の精神』ちくま新書 2009
- 『日本人の信仰心』筑摩選書 2010
- 『深さ、記号』書肆山田 2010
- 『保田與重郎を知る』新学社 2010[5]
- 『信徒内村鑑三 人と思考の軌跡』河出書房新社〈河出ブックス〉 2011
- 『民俗と民藝』講談社選書メチエ 2013[6]
- 『ベルクソン哲学の遺言』岩波書店〈岩波現代全書〉 2013／増補・講談社学術文庫 2024.7
- 『剣の法』筑摩書房 2014
- 『小津安二郎の喜び』講談社選書メチエ 2016
- 『批評の魂』新潮社 2018.3
- 『愛読の方法』ちくま新書 2018.10
- 『保田與重郎の文学』新潮社 2023.4[7]

### 共著
- 『ソクーロフとの対話 魂の声、物質の夢』ソクーロフと共著・解説、児島宏子訳 河出書房新社 1996
- 『剣の思想』甲野善紀共著 青土社 2001、増補新版2013
- 『彫刻空間 物質と思考 対論』若林奮共著 書肆山田 2001
- 『からだで作る〈芸〉の思想 武術と能の対話』安田登対談 大修館書店 2013

### 訳注
- 『沈黙するソシュール』 書肆山田 1989／講談社学術文庫 2010 - 編訳・解説
- 『ソシュール講義録注解』 法政大学出版局 叢書・ウニベルシタス 1991
- 『アンリ・ベルクソン  記憶と生』 ジル・ドゥルーズ編・訳注、未知谷 1999

## 参考
- J-GLOBAL 研究者情報
- 教員紹介 - 立教大学